# Такибаев, Жабага Сулейменович
Жабага́ Сулейме́нович Такиба́ев (каз. Жабағы Сүйлейменұлы Тәкібаев; 28 сентября 1919, Семипалатинск — 31 октября 2016, Алматы) — советский и казахский физик, доктор физико-математических наук (1958), академик АН Казахской ССР (1958), профессор (1959), заслуженный деятель науки Казахской ССР (1967).

## Биография
Родился 28 сентября 1919 года в Семипалатинске. Во время репрессий его отец скончался в тюрьме вскоре после заключения, следом умерла мать, а сам Ж. С. Такибаев оказался в детском доме.
В 1942 году он окончил с отличием Среднеазиатский государственный университет им. Ленина, в 1949 году — аспирантуру Физического института АН СССР, где обучался под руководством М. А. Маркова. В 1958 году защитил докторскую диссертацию и был избран академиком АН Казахской ССР. В 1959 году Ж. С. Такибаеву было присвоено звание профессора, а в 1967 году — почётное звание заслуженного деятеля науки Казахской ССР.
С 1949 года Ж. С. Такибаев занимал должность старшего научного сотрудника и заведующего лабораторией космических лучей Института астрофизики АН Казахской ССР. С 1951 по 1957 годы он был директором Физико-технического института АН Казахской ССР, с 1957 по 1959 — директором, а с 1959 по 1965 годы — заведующим отделом Института ядерной физики АН Казахской ССР; одновременно, он — академик-секретарь Отделения физико-математических наук АН Казахской ССР. В 1962 году был избран вице-президентом АН Казахской ССР, оставаясь в этой должности до 1971 года.
В 1965—1970 годах Ж. С. Такибаев был директором Института ядерной физики АН Казахской ССР. В 1970 году стал одним из основателей Института физики высоких энергий АН Казахской ССР, который возглавлял до 1975 года, после чего заведовал лабораторией данного института. С 1981 по 1991 годы — заведовал кафедрой ядерной физики Казахского государственного университета им. С. М. Кирова. С 1989 года — советник президиума АН Казахской ССР, с 1993 года — научный руководитель Национального ядерного центра Республики Казахстан.
Был депутатом Верховного Совета Казахской ССР VI созыва.
Был награждён Орденом Трудового Красного Знамени и Орденом Парасат, медалью и почётной грамотой Верховного Совета Казахской ССР.
Скончался 31 октября 2016 года на 98-м году жизни.
Сын — Такибаев, Нургали Жабагаевич.

## Основные труды
- Такибаев Ж. С. Исследование характера взаимодействия космических лучей с атомными ядрами. — Алма-Ата, 1958.
- Такибаев Ж. С., Боос Э. Г. Неупругие взаимодействия нуклонов при высоких энергиях. — Алма-Ата: Издательство «Наука», 1974.
- Такибаев Ж. С. (редактор) Автоматизация измерений ионизационных потерь частиц в пузырьковой камере. — Алма-Ата: Издательство «Наука», 1979.
- Такибаев Ж. С. (редактор) Атлас спектральных линий для дифракционного спектрографа. — Алма-Ата: Издательство «Наука», 1990.
- Такибаев Ж. С. Атомная энергия — разрушающая и созидающая. — Алматы, 2002.